# Quinteto Onze e Meia
Quinteto Onze e Meia é o álbum de estreia da House band do programa de entretenimento Jô Soares Onze e Meia.
Em 1992, a banda de palco do apresentador Jô Soares (na época "Quinteto Onze e Meia") parte para um projeto ousado. Gravar um CD ao vivo, com um repertório instrumental de música brasileira, jazz e blues e uma turnê nacional para sua divulgação. E sai o CD “Quinteto Onze e Meia” pela CID.

## Músicos
- Rubinho - Guitarra
- Bira - Baixo elétrico
- Osmar Barutti - Piano
- Derico Sciotti - Saxofone e Flauta
- Miltinho - Percussão e Bateria

## Faixas
| N.º | Título                             | Compositor(es)                                                  | Duração |  |
| 1.  | "No Me Esqueça"                    | Joseph Henderson                                                |         |  |
| 2.  | "Influência do Jazz"               | Carlos Lyra                                                     |         |  |
| 3.  | "Grooving High"                    | Dizzy Gillespie                                                 |         |  |
| 4.  | "Rosa"                             | Pixinguinha                                                     |         |  |
| 5.  | "Fried Bananas"                    | Dexter Gordon                                                   |         |  |
| 6.  | "Domingo Feliz (Beautiful Sunday)" | Daniel Boone, Rod McQueen / Versão: Rossini Pinto               |         |  |
| 7.  | "Sonata ao Luar" "Luar do Sertão"  | Ludwig Van Beethoven João Pernambuco, Catulo da Paixão Cearense |         |  |
| 8.  | "Full Moon And Empty Arms"         | S. Rochmaninoff                                                 |         |  |
| 9.  | "Last Minute Blues"                | S. Hampton                                                      |         |  |
| 10. | "Speak Low"                        | Kurt Weill, Ogden Nash                                          |         |  |
| 11. | "Just Friends"                     | John Klenner, Sam Lewis                                         |         |  |
| 12. | "All Blues"                        | Miles Davis                                                     |         |  |

| Bonus Track - Versão em CD |                             |                                |         |  |
| N.º                        | Título                      | Compositor(es)                 | Duração |  |
| 13.                        | "Naima"                     | John Coltrane                  |         |  |
| 14.                        | "As Time Goes By" "A Praça" | Herman Hupfeld Carlos Imperial |         |  |